# Skifferfalk
Skifferfalk (Falco ardosiaceus) är en fågel i familjen falkar inom ordningen falkfåglar.

## Utseende och läte
Skifferfalken är en medelstor grå falk med tydligt gult i en ring runt ögat och även på näbbroten. Fågeln är rätt enfärgad, men i flykten syns att vingarna är tvärbandade. Lätet är ett upprepat och vibrerande "krrrr". Arten liknar sotfalken, men har mycket kortare bandade vingar och ett mer fyrkantigt huvud. Även palmfalken är lik, men skiljs lätt på enfärgat grå fjäderdräkt.

## Utbredning och systematik
Fågeln förekommer på savanner och i skogsmarker i Afrika söder om Sahara. Den behandlas som monotypisk, det vill säga att den inte delas in i några underarter.

## Levnadssätt
Skifferfalken hittas i öppet skogslandskap och savann, ofta i områden där palmer förekommer.

## Status
Arten har ett stort utbredningsområde och beståndet anses vara stabilt. Internationella naturvårdsunionen IUCN listar den därför som livskraftig (LC).